# Pola Raksa

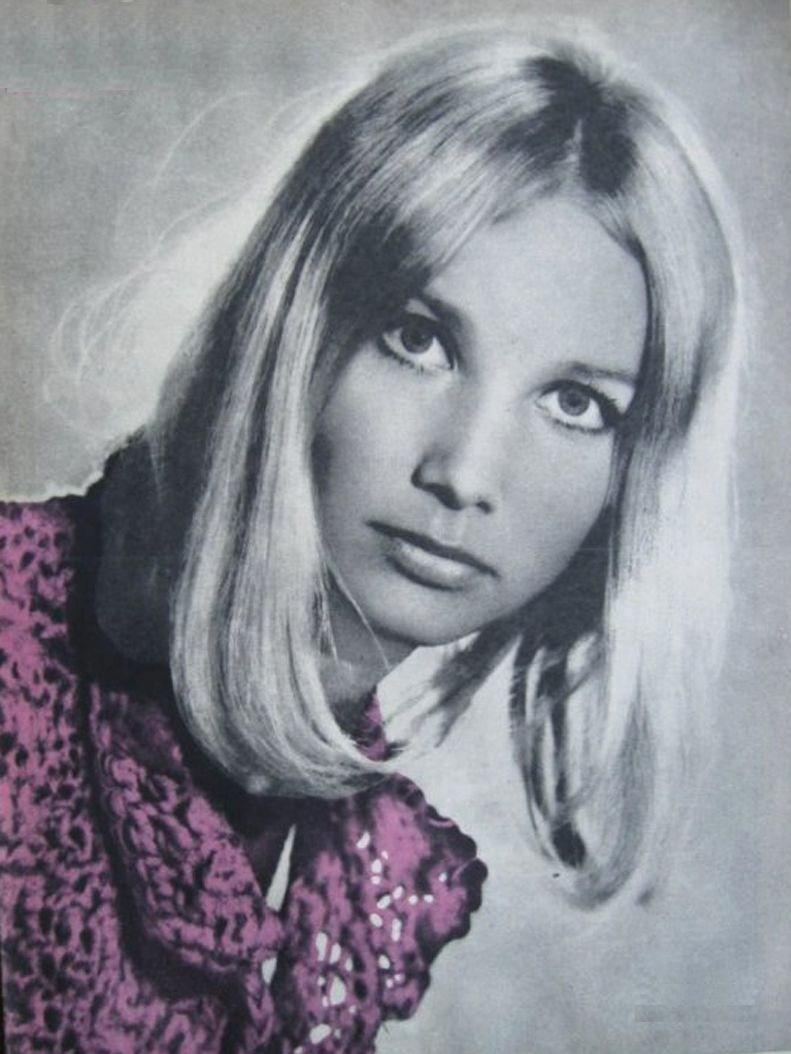
Pola Raksa (1972)

Apolonia „Pola“ Raksa (* 14. April 1941 in Lida, UdSSR) ist eine polnische Schauspielerin.

## Leben
Pola Raksa ist eine polnische Schauspielerin und Sängerin und ein Kino-Star der 1960er Jahre. Die blassblonde Künstlerin mit den hellblauen Augen hatte in Breslau Philologie studiert und sammelte erste Schauspielerfahrungen an einer Studentenbühne. Ende der 1950er Jahre wurde Raksa von einem Fotografen in einer polnischen Milchbar entdeckt und anschließend in einem Mädchen-Magazin abgelichtet. Gerade 19 Jahre alt, wurde Pola Raksa von der Regisseurin Maria Kaniewska vor die Kamera geholt und mit der weiblichen Hauptrolle in dem Mystery-Krimi „Der Teufel der 7. Klasse“ bedacht. Fortan besetzte man die attraktive Polin regelmäßig im polnischen Film, und sie wurde eine der populärsten Darstellerinnen der 1960er Jahre. Zeitgleich kümmerte sie sich um ihre künstlerische Fortbildung und besuchte bis 1964 die Staatliche Filmhochschule in Łódź, um ihre Schauspielkenntnisse zu vervollkommnen.
Pola Raksa feierte Erfolge sowohl in zeitgenössischen Alltagsgeschichten als auch in Melodramen, Komödien und Historienepen. Besondere Aufmerksamkeit, auch im Ausland, erfuhr sie Mitte des Jahrzehnts mit den beiden Filmen „Die Handschrift von Saragossa“ und „Legionäre“. Filmangebote aus den „sozialistischen Bruderländern“ führten sie auch in die Sowjetunion und nach Ungarn. Zeitgleich begann Pola Raksa auch Theater zu spielen, ihren Einstand bei einer Profibühne gab sie am 6. März 1964. Bis 1968 hatte sie ein Festengagement am Lodzer Powszechny-Theater. 1968 wechselte Pola Raksa an Warschaus Współczesny-Theater.
Im Laufe der 1970er Jahre zog sich die Schauspielerin allmählich vom Film zurück und geriet ein wenig in Vergessenheit. Zwischen 1965 und 1979 erhielt Pola Raksa eine Fülle von Preisen, Auszeichnungen und Ehrungen nationaler wie internationaler Provenienz. 1997 beendete sie ihre Bühnenlaufbahn, ein Jahr später auch ihre Arbeit beim Film. Anschließend betätigte sich Pola Raksa mit Kostümentwürfen und verfasste zu diesem Thema auch Zeitungskolumnen.

## Filmografie
- 1960: Der Teufel der 7. Klasse (Szatan z siódmej klasy)
- 1960: Wirklichkeit (Rzeczywistość)
- 1962: Klub Kawalerów
- 1963: Alltag einer Ehe (Ich dzień powszedni)
- 1963: Die abgerissene Brücke (Zerwany most)
- 1963: Der Scheidungsgrund (Rozwodów nie będzie)
- 1964: Beata
- 1964: Panienka z okienka
- 1964: Die Handschrift von Saragossa (Rękopis znaleziony w Saragossie)
- 1965: Legionäre (Popioły)
- 1966: Nocturno (Nokturn)
- 1966: Zosia
- 1967: Der Erpresser in kurzen Hosen (Bicz boży)
- 1967: Paris - Warschau ohne Visum (Paryż - Warszawa bez wizy)
- 1968: Przygoda z piosenką
- 1969: Pogoń za Adamem
- 1966–1970: Vier Panzersoldaten und ein Hund (Czterej pancerni i pies) (Fernsehserie)
- 1974: Schneefall (Hószakadás)
- 1975: Oszlopos Simeon
- 1978: Arie für einen Athleten (Aria dla atlety)
- 1980: Dem steht nichts im Wege (Nic nie stoi na przeszkodzie)
- 1982: Elveszett illúziók
- 1986: Tulipan (Fernsehfilm)
- 1993: Die Entführung der Agata (Uprowadzenie Agaty)